# Chirothecia clavimana
Chirothecia clavimana är en spindelart som först beskrevs av Władysław Taczanowski 1871 [1872.  Chirothecia clavimana ingår i släktet Chirothecia och familjen hoppspindlar. Inga underarter finns listade i Catalogue of Life.